# بوسوورث (دائرة انتخابية في المملكة المتحدة)
بوسوورث (بالإنجليزية: Bosworth)‏ هي إحدى الدوائر الانتخابية في المملكة المتحدة الممثلة في مجلس العموم في برلمان المملكة المتحدة.
}}</ref>
عضو البرلمان الذي يمثلها حالياً هو :David Tredinnick (Con).